# Lisa Miskovsky

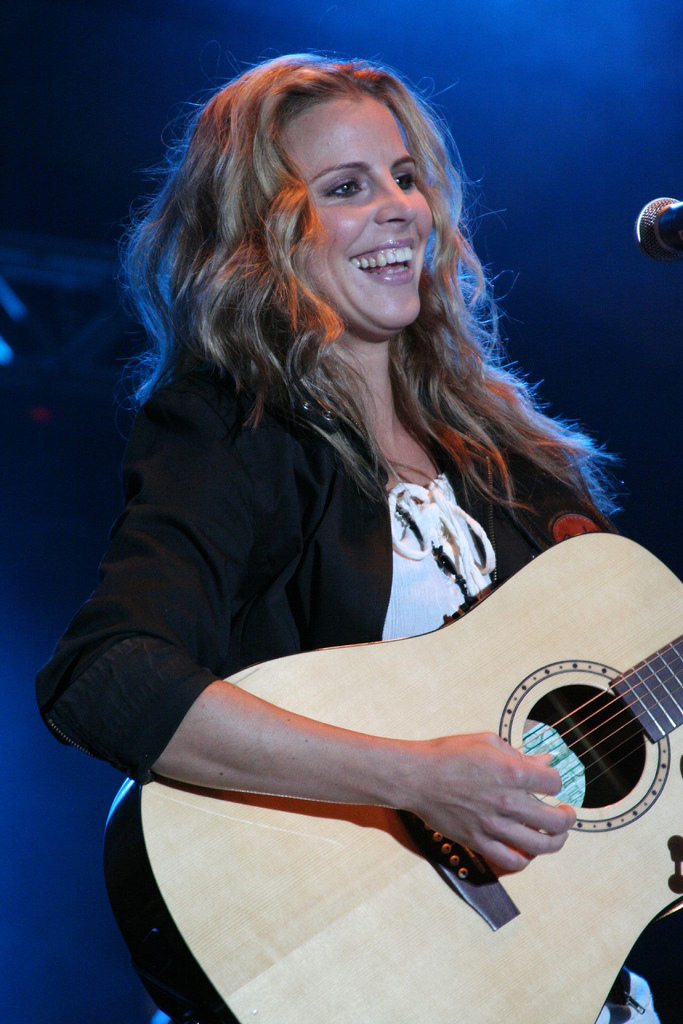
Lisa Miskovsky, 2006

Lisa Miskovsky (* 9. März 1975 in Obbola) ist eine schwedische Sängerin. 

## Leben
Lisa Miskovsky wurde bereits 2001 mit ihrem Debütalbum Lisa Miskovsky und der Single Driving One of Your Cars in Schweden bekannt. Sie wurde mit zwei Rockbjörnen-Awards ausgezeichnet, einen als besten schwedischen Newcomer und einen als besten schwedische weiblichen Künstler des Jahres.
2003 gelang ihr mit dem Album Fallingwater der Sprung an die Spitze der schwedischen Charts. Die Popularität des Albums verdankt es hauptsächlich den beiden Liedern Sing to Me und Lady Stardust. Letzteres wurde auch außerhalb Schwedens bekannt. Das Folgealbum Changes im Jahre 2006 war ebenfalls in Schweden sehr erfolgreich, wurde außerhalb Schwedens aber nicht beachtet.
2006 war sie auf dem Album Come Clarity der Melodic-Death-Metal-Band In Flames im Song Dead End zu hören.
Im Computerspiel Mirror’s Edge, das 2009 erschienen ist, singt sie das Titellied Still Alive (nicht zu verwechseln mit dem gleichnamigen Titellied des Computerspiels Portal).
Ein Teil ihrer Musik wird produziert von Joakim Berg, der auch als Songwriter für die schwedische Rockband Kent bekannt ist.
Lisa Miskovsky ist neben ihrer Karriere als Solokünstlerin auch als Songwriterin für andere Interpreten tätig. Unter anderem schrieb sie das Lied Shape of My Heart für die Backstreet Boys.

## Diskografie

### Studioalben
| Jahr | Titel Musiklabel                     | Höchstplatzierung, Gesamtwochen, AuszeichnungChartsChartplatzierungen (Jahr, Titel, Musiklabel, Platzierungen, Wochen, Auszeichnungen, Anmerkungen) | Anmerkungen                             |
| Jahr | Titel Musiklabel                     | SE | Anmerkungen                             |
| ---- | ------------------------------------ | --- | --------------------------------------- |
| 2001 | Lisa Miskovsky Stockholm Records     | SE23 Gold · (24 Wo.)SE | Erstveröffentlichung: 25. April 2001    |
| 2003 | Fallingwater Stockholm Records       | SE1 Platin · (45 Wo.)SE | Erstveröffentlichung: 22. Oktober 2003  |
| 2006 | Changes Stockholm Records            | SE2 Gold · (31 Wo.)SE | Erstveröffentlichung: 30. August 2006   |
| 2011 | Violent Sky Sony Music Entertainment | SE4 (13 Wo.)SE | Erstveröffentlichung: 28. Januar 2011   |
| 2013 | Umeå Sony Music Entertainment        | SE7 (4 Wo.)SE | Erstveröffentlichung: 2013              |
| 2019 | Bottenviken Despotz Records          | — | Erstveröffentlichung: 6. September 2019 |

### Kompilationen
| Jahr | Titel Musiklabel                                  | Höchstplatzierung, Gesamtwochen, AuszeichnungChartsChartplatzierungen (Jahr, Titel, Musiklabel, Platzierungen, Wochen, Auszeichnungen, Anmerkungen) | Anmerkungen                        |
| Jahr | Titel Musiklabel                                  | SE | Anmerkungen                        |
| ---- | ------------------------------------------------- | --- | ---------------------------------- |
| 2008 | Last Year’s Songs – Greatest Hits Universal Music | SE13 (12 Wo.)SE | Erstveröffentlichung: 9. Juli 2008 |

#### EPs
- 2008: Still Alive: The Remixes

### Singles als Leadmusikerin
| Jahr | Titel Album                                                 | Höchstplatzierung, Gesamtwochen, AuszeichnungChartplatzierungen (Jahr, Titel, Album, Platzierungen, Wochen, Auszeichnungen, Anmerkungen) | Höchstplatzierung, Gesamtwochen, AuszeichnungChartplatzierungen (Jahr, Titel, Album, Platzierungen, Wochen, Auszeichnungen, Anmerkungen) | Anmerkungen                 |
| Jahr | Titel Album                                                 | SE | UK | Anmerkungen                 |
| ---- | ----------------------------------------------------------- | --- | --- | --------------------------- |
| 2001 | Driving One of Your Cars Lisa Miskovsky                     | SE14 (14 Wo.)SE | — |                             |
| 2001 | Driving One of Your Cars What If                            | SE41 (2 Wo.)SE | — |                             |
| 2002 | Lady Stardust Fallingwater                                  | SE6 (23 Wo.)SE | — |                             |
| 2004 | Sing to Me Fallingwater                                     | SE26 (9 Wo.)SE | — |                             |
| 2004 | A Brand New Day Fallingwater                                | SE59 (1 Wo.)SE | — |                             |
| 2006 | Mary Changes                                                | SE17 Gold · (19 Wo.)SE | — |                             |
| 2007 | Sweet Misery Changes                                        | SE53 (1 Wo.)SE | — |                             |
| 2008 | Another Shape of My Heart Last Year’s Songs – Greatest Hits | SE45 (5 Wo.)SE | — |                             |
| 2008 | Still Alive Still Alive: The Remixes                        | SE29 (3 Wo.)SE | UK96 (1 Wo.)UK | Titelsong von Mirror’s Edge |
| 2010 | Lover Violent Sky                                           | SE59 (1 Wo.)SE | — |                             |
| 2012 | Why Start a Fire Umeå                                       | SE7 Platin · (4 Wo.)SE | — |                             |
| 2022 | Best to Come –                                              | SE40 (4 Wo.)SE | — |                             |

Weitere Singles
- 2002: Quietly
- 2006: Acceptable Losses
- 2011: Got A Friend
- 2012: Wild Winds
- 2013: Coming On Strong

### Singles als Gastmusikerin
| Jahr | Titel Album            | Höchstplatzierung, Gesamtwochen, AuszeichnungChartsChartplatzierungen (Jahr, Titel, Album, Platzierungen, Wochen, Auszeichnungen, Anmerkungen) | Anmerkungen                    |
| Jahr | Titel Album            | SE | Anmerkungen                    |
| ---- | ---------------------- | --- | ------------------------------ |
| 2015 | Klockor ring för mig – | SE50 (1 Wo.)SE | Kalle Moraeus & Lisa Miskovsky |

## Auszeichnungen für Musikverkäufe
Anmerkung: Auszeichnungen in Ländern aus den Charttabellen bzw. Chartboxen sind in ebendiesen zu finden.
| Land/RegionAuszeichnungen für Musikverkäufe (Land/Region, Auszeichnungen, Verkäufe, Quellen) | Gold     | Platin     | Verkäufe | Quellen              |
| -------------------------------------------------------------------------------------------- | -------- | ---------- | -------- | -------------------- |
| Schweden (IFPI)                                                                              | 3× Gold3 | 2× Platin2 | 170.000  | sverigetopplistan.se |
| Insgesamt                                                                                    | 3× Gold3 | 2× Platin2 |          |                      |